# Edouard Lanteri
Edouard Lanteri, nacido el 31 de octubre de 1848 en Auxerre y fallecido el 22 de diciembre de 1917 en Londres, fue un escultor y medallista, que con su producción escultórica de estilo romántico francés influyó entre los exponentes de la Nueva Escultura británica.

## Datos biográficos
Lanteri nació en Auxerre, Francia pero más tarde adoptó la nacionalidad británica. Estudió arte en los talleres de François-Joseph Duret y Aimé Millet y en la Escuela de Bellas Artes con Jean-Baptiste Claude Eugène Guillaume y Pierre-Jules Cavelier. Un período de pobreza le llevó a convertirse en ebanista, pero en 1872 por recomendación de su colega escultor Jules Dalou, se trasladó a Londres para trabajar como asistente en el estudio de Joseph Edgar Boehm. Se quedó en el estudio hasta 1890.
Las esculturas de Lanteri fueron modeladas sobre todo en arcilla, antes de ser fundidas en bronce, aunque también trabajo en piedra. Produjo bustos, estatuillas y estatuas de tamaño natural.
A partir de 1880 enseñó en la Escuelas de Artes del Sur de Kensington y en 1900 se convirtió en el primer profesor universitario de modelado (1900-10); desempeñando esta labor estuvo involucrado en la decoración arquitectónica y esculturas del Museo de Victoria y Alberto de Sir Aston Webb, en Londres. 

## Obras escritas
Hacia el final de su vida, Lanteri escribió una serie de tres libros, en los que explica el arte de la composición humana y animal en la escultura. Lanzado por primera vez como una colección de tres libros, que son comúnmente encontrados en dos tomos, con la escultura de animales independiente de la forma humana. Estos libros siguen siendo textos comunes necesarios para muchos cursos de escultura. El prólogo del libro original fue escrito por el escultor Auguste Rodin, amigo y compañero, que se refiere a Lanteri como "Querido Maestro"
- Modelling; A Guide for Teachers and Students - en español: Modelado; Una guía para maestros y estudiantes (tres volúmenes), Londres, Chapman y Hall (1911)
- Modelling and Sculpting the Human Figure - en español: Modelado y Escultura de la figura humana, Dover Publications Inc., nueva edición (1986)
- Modelling and Sculpting Animals - en español: Modelado y Escultura animales, Dover Publications Inc., nueva edición (1986)

## Alumnos notables
Entre los alumnos de Lanteri destacan:
- Alexander Carrick
- Francis William Doyle-Jones
- Alfred Gilbert
- Margaret Giles[6]
- John Hughes
- Charles Sargeant Jagger[7]
- Gilbert Ledward
- Walter Marsden[8]
- Clare Frewen Sheridan
- Albert Toft
- Oliver Sheppard
- Francis Derwent Wood[9]
- Anne Acheson